# Pesikaian
Pesikaian is een bestuurslaag in het regentschap Kuantan Singingi van de provincie Riau, Indonesië. Pesikaian telt 2162 inwoners (volkstelling 2010).